# Vertigo genesii
Espèce
Vertigo genesii, est une espèce de petit escargot de la famille des Vertiginidae.

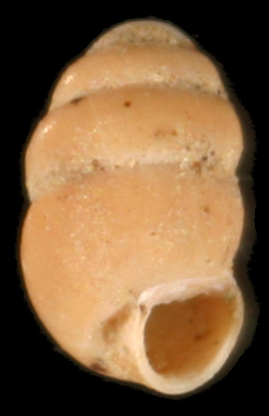
Coquille fossilisée de Vertigo genesii.

## Description de la coquille
La coquille est très petite, obtuse, avec des striations espacées. Elle est de couleur marron violacée. Elle a une ouverture semi-circulaire, presque quadratique, sans aucune bordure. Le péristome est très peu étendu, aussi fin qu'une lèvre, bordé de bleu marine.
L'adulte mesure 1,03 à 1,2 mm de large pour une hauteur de 1,63 à 2 mm.

## Anatomie
Le corps de l'animal est noir. Ses tentacules sont courts, contractés au milieu.